# Listă de filme britanice din 1927
Aceasta este o listă de filme britanice din 1927:

## Lista
| Titlu                                         | Regizor           | Distribuție                                      | Gen               | Note                              |
| --------------------------------------------- | ----------------- | ------------------------------------------------ | ----------------- | --------------------------------- |
| The Arcadians                                 | Victor Saville    | Ben Blue, Jeanne De Casalis                      | Comedy            |                                   |
| The Battles of Coronel and Falkland Islands   | Walter Summers    |                                                  | Documentary       | World War I battle reconstruction |
| Blighty                                       | Adrian Brunel     | Ellaline Terriss, Lillian Hall-Davis             | Drama             |                                   |
| Carry On!                                     | Dinah Shurey      | Moore Marriott, Trilby Clark                     | Comedy            |                                   |
| Confetti                                      | Graham Cutts      | Jack Buchanan, Annette Benson                    | Drama             |                                   |
| Downhill                                      | Alfred Hitchcock  | Ivor Novello, Ian Hunter                         | Drama             |                                   |
| The Fake                                      | George Jacoby     | Henry Edwards, Elga Brink                        | Drama             |                                   |
| Fanny Hawthorne                               | Maurice Elvey     | Estelle Brody, John Stuart                       | Drama             |                                   |
| The Flag Lieutenant                           | Maurice Elvey     | Henry Edwards, Lilian Oldland                    | War               |                                   |
| The Flight Commander                          | Maurice Elvey     | Humberston Wright, John Stuart                   | War               |                                   |
| The Further Adventures of the Flag Lieutenant | W. P. Kellino     | Henry Edwards, Isabel Jeans                      | Action            |                                   |
| Ghost Train                                   | Géza von Bolváry  | Guy Newall, Hilde Jennings                       | Comedy/thriller   |                                   |
| The Glad Eye                                  | Maurice Elvey     | Estelle Brody, Mabel Poulton                     | Comedy            |                                   |
| Hindle Wakes                                  | Maurice Elvey     | Estelle Brody, John Stuart                       | Drama             |                                   |
| Huntingtower                                  | George Pearson    | Harry Lauder                                     | Romance/adventure |                                   |
| The King's Highway                            | Sinclair Hill     | John Carew, Gerald Ames                          | Romance/adventure |                                   |
| Land of Hope and Glory                        | Harley Knoles     | Ellaline Terriss, Lyn Harding                    | Drama             |                                   |
| The Little People                             | George Pearson    | Betty Balfour, Frank Stanmore                    | Romance           |                                   |
| The Lodger: A Story of the London Fog         | Alfred Hitchcock  | Ivor Novello, Marie Ault, Malcolm Keen           | Thriller          |                                   |
| The Luck of the Navy                          | Fred Paul         | Evelyn Laye, Henry Victor                        | Action            |                                   |
| Madame Pompadour                              | Herbert Wilcox    | Dorothy Gish, Antonio Moreno                     | Historical/drama  |                                   |
| Mademoiselle from Armentieres                 | Maurice Elvey     | Estelle Brody, John Stuart                       | Drama             |                                   |
| The Marriage Business                         | Leslie S. Hiscott | Estelle Brody, Owen Nares                        | Comedy            |                                   |
| Motherland                                    | G. B. Samuelson   | Rex Davis, Eva Moore                             | War               |                                   |
| Motoring                                      | George Dewhurst   | Harry Tate, Roy Travers                          | Comedy            |                                   |
| The Mountain Eagle                            | Alfred Hitchcock  | Nita Naldi, Bernhard Goetzke                     | Drama             |                                   |
| Mr. Nobody                                    | Frank Miller      | Frank Stanmore, Pauline Johnson                  | Drama             |                                   |
| Mumsie                                        | Herbert Wilcox    | Pauline Frederick, Nelson Keys                   | Drama             |                                   |
| My Lord the Chauffeur                         | B. E. Doxat-Pratt | Kim Peacock, Pauline Johnson, Sydney Fairbrother | Comedy            | [ 1 ]                             |
| One of the Best                               | T. Hayes Hunter   | Carlyle Blackwell, Walter Byron                  | Crime             |                                   |
| The Only Way                                  | Herbert Wilcox    | John Martin Harvey, Madge Stuart                 | Drama             |                                   |
| Passion Island                                | Manning Haynes    | Lilian Oldland, Moore Marriott                   | Drama             |                                   |
| Poppies of Flanders                           | Arthur Maude      | Jameson Thomas, Eve Gray                         | Drama             |                                   |
| The Queen Was in the Parlour                  | Graham Cutts      | Lili Damita, Louis Ralph                         | Drama             | Co-production with Germany        |
| Quinneys                                      | Maurice Elvey     | John Longden, Alma Taylor                        | Romance           |                                   |
| Remembrance                                   | Bert Wynne        | Rex Davis, Enid Stamp-Taylor                     | Drama             |                                   |
| The Ring                                      | Alfred Hitchcock  | Carl Brisson, Lillian Hall-Davis                 | Drama             |                                   |
| Robinson Crusoe                               | M. A. Wetherell   | M.A. Wetherell, Fay Compton                      | Adventure         |                                   |
| The Rolling Road                              | Graham Cutts      | Carlyle Blackwell, Flora le Breton               | Drama             |                                   |
| Roses of Picardy                              | Maurice Elvey     | Lillian Hall-Davis, John Stuart                  | War               |                                   |
| Second to None                                | Jack Raymond      | Moore Marriott, Ian Fleming, Benita Hume         | War               |                                   |
| Shooting Stars                                | Anthony Asquith   | Annette Benson, Brian Aherne                     | Drama             |                                   |
| The Silver Lining                             | Thomas Bentley    | Marie Ault, Patrick Aherne                       | Drama             |                                   |
| A Sister to Assist 'Er                        | George Dewhurst   | Mary Brough, Humberston Wright                   | Comedy            |                                   |
| Somehow Good                                  | Jack Raymond      | Fay Compton, Stewart Rome                        | Drama             |                                   |
| The Somme                                     | M. A. Wetherell   |                                                  | Documentary       | World War I battle reconstruction |
| Sorrell and Son                               | Herbert Brenon    | H. B. Warner, Anna Q. Nilsson                    | Drama             |                                   |
| Tip Toes                                      | Herbert Wilcox    | Dorothy Gish, Will Rogers                        | Drama             |                                   |
| A Woman in Pawn                               | Edwin Greenwood   | Gladys Jennings, John Stuart                     | Comedy            |                                   |
| A Woman Redeemed                              | Sinclair Hill     | Joan Lockton, Brian Aherne                       | Crime             |                                   |